# 努瓦宰
努瓦宰（法語：Noizay，法語發音：[nwazɛ] ⓘ）是法国安德尔-卢瓦尔省的一个市镇，位于该省东部，卢瓦尔河右岸，属于图尔区。

## 地理
努瓦宰（47°25'17"N, 0°53'30"E）面积17.47 平方千米，位于法国中央-卢瓦尔河谷大区安德尔-卢瓦尔省，该省份为法国中西部省份，北起萨尔特省、东北接卢瓦-谢尔省，东南接安德尔省，南至维埃纳省，西临曼恩-卢瓦尔省。
与努瓦宰接壤的市镇（或旧市镇、城区）包括：尚赛、卢瓦尔河畔吕索、卢瓦尔河畔蒙卢伊、纳泽勒-内格龙、布雷讷河畔韦尔努。

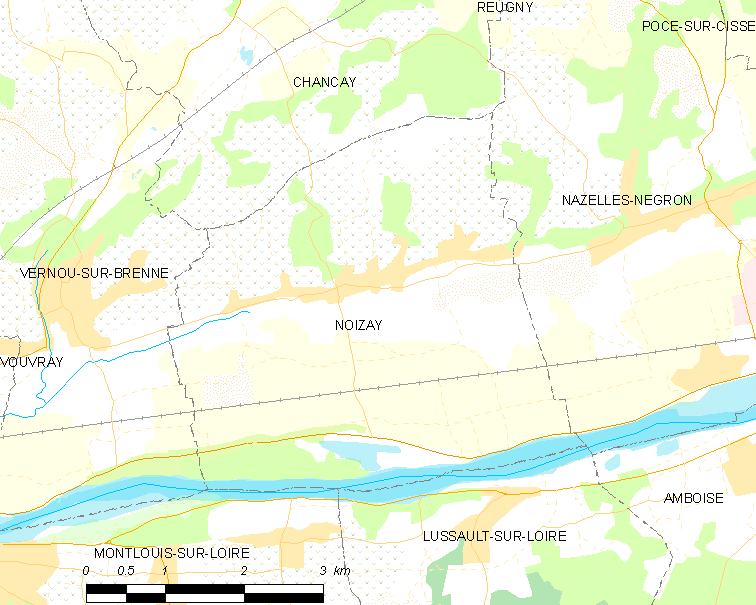
努瓦宰的OSM定位图

努瓦宰的时区为UTC+01:00、UTC+02:00（夏令时）。

## 行政
努瓦宰的邮政编码为37210，INSEE市镇编码为37171。

## 政治
努瓦宰所属的省级选区为昂布瓦斯县。

## 人口

1962-2008年间努瓦宰人口变化图示

努瓦宰于2022年1月1日时的人口数量为1142人。